# Kinto Sol
A Kinto Sol 1999-ben alakult mexikói-amerikai hiphop együttes Guanajuato-ból. Zenéikben az angol, spanyol és spanglish nyelveket használják. Eredetileg Guanajuatóból származnak, de fiatal korukban átköltöztek az Egyesült Államokba. Nevük a "quinto sol" (ötödik nap) kifejezés fonetikus átírása.
A Los Hijos Del Maiz albumukat 2007 legjobb latin hiphop-albumának választották. El Chivo két szóló albumot is kiadott; a legutolsó, Cicatrices című albuma az ötödik helyet szerezte meg a Billboard "Latin Rhythm Album" listáján.
Az El Ultimo Suspiro (az utolsó sóhaj) az együttes hatodik albuma, amely az első helyet szerezte meg a Billboard "Latin Rhythm" listáján.

## Diszkográfia

### Stúdióalbumok
- Kinto Sol (1999)
- Del Norte Al Sur (2000)
- Hecho en Mexico (2003)
- La Sangre Nunca Muere (2005)
- Los Hijos del Maiz (2007)
- Carcel de Sueños (2009)
- El Último Suspiro (2010)
- Familia, Fe y Patria (2012)
- La Tumba del Alma (2013)
- Protegiendo El Penacho (2015)
- Lo Que No Se Olvida (2016)
- Somos Once (2017)
- Lengua Universal (2018)